# Martin Barooshian
Martin Barooshian (Chelsea, 1929 — North Reading, 2022) est un graveur américain.
Barooshian se distingue par son caractère innovant, mélangeant pendant 60 ans les styles modernistes et contemporains ; surréalistes et expressionnistes ; et les techniques de l'estampe ou dans une moindre mesure de la peinture, au point de devenir l'un des plus importants maîtres de l'impression par viscosité.

## Biographie

### Jeunesse et formation
Martin Barooshian naît à Chelsea, dans le Massachusetts (États-Unis) le 18 décembre 1929. Ses parents on émigré aux États-Unis après avoir survécu au génocide arménien de 1915 à 1923.
Il reçoit une bourse d'études pour rejoindre l'école du musée des Beaux-Arts de Boston et obtient un diplôme sanctionnant quatre années d'études en arts plastiques en partenariat avec l'Université Tufts, recevant la plus haute distinction en 1952. Deux ans plus tard, il obtient son baccalauréat en sciences de l'éducation, avant de décrocher un certificat d'études supérieures en 1955. À l'école du musée des Beaux-Arts de Boston, Barooshian est initié à la gravure par Ture Bengtz (en),. Pendant sa scolarité, il étudie aussi la peinture auprès de Karl Zerbe (en).
Barooshian poursuit ses études à l'Université de Boston, où il obtient son Master of Arts en histoire de l'art en 1958 avec la plus haute distinction,.

### Apprentissage de l'impression par viscosité à Paris
Après la Seconde Guerre mondiale, Martin Barooshian se rend à Paris, où il découvre l'œuvre des surréalistes, de Paul Gauguin, William Blake et Arshile Gorky, qui ont une grande influence sur lui.
À partir de 1956, il étudie les techniques de la gravure en taille-douce à l'Atelier 17, que gère Stanley William Hayter, et la lithographie auprès de Gaston Dorfinant et Jean Pons,. Il travaille d'abord en étroite collaboration avec Hayter, Kaiko Moti et Krishna Reddy,, trouvant dans la taille-douce le moyen graphique de mieux s'exprimer artistiquement et de façon durable,.
Il se rapproche ensuite de l'artiste canadienne Shirley Wales (d), avec qui il innove dans l'impression par viscosité en couleur, la poussant à ses limites pour créer une imagerie plus objective, devenant finalement l'un de ses maîtres les plus importants,.

### Retour aux États-Unis
Martin Barooshian retourne s'installer dans le Massachusetts, où il poursuit une carrière de graveur. Il se fait remarquer par John Taylor Arms pour ses gravures sur bois, « qui fusionnaient des techniques et un contenu traditionnels avec des formes et des couleurs modernes pour transmettre la paranoïa et la perte d'innocence de l'ère atomique, peut-être teintée d'espoir », et son début de notoriété est concrétisé par l'achat par la Bibliothèque du Congrès de son premier grand portfolio de gravures sur bois. Il continue à développer sa technique de l'impression par viscosité en incorporant d'autres techniques de l'estampe, comme le vernis dur, le vernis mou, la manière noire et l'aquatinte sur une même matrice. Ses images complexes et colorées « consolident sa réputation comme l'un des plus grands maîtres de la gravure à viscosité ». 
Il devient membre de plusieurs sociétés savantes de la région, comme le Print Club d'Albany, l'American Color Print Society, l'Armenian Artists Association of America, Boston Printmakers, la Long Island Printmakers Society et la Society of American Graphic Artists (en), dont il est le président de 1972 à 1974. Il est aussi président du Comité américain de l'Association internationale des arts pour l'UNESCO.
Martin Barooshian entretient une carrière d'enseignant à l'école du musée des Beaux-Arts de Boston, à l'Institut Pratt et à l'École de design de Rhode Island, mais aussi dans des écoles publiques de Somerville et de Chelsea, dans le Massachusetts. Il est superviseur de l'atelier graphique pour professionnels du Pratt Graphic Art Center de 1960 à 1970, embauché par Fritz Eichenberg à la demande de Stanley William Hayter, et y enseigne la lithographie à plusieurs étudiants, dont Barnett Newman.
Martin Barooshian est également collectionneur d'art, conservateur et marchand d'art. Très actif et influent dans le monde de l'art, il publie régulièrement des articles sur des artistes graveurs il contribue à relancer des artistes pionniers tels qu'Armin Landeck (en), Doel Reed (d), Gerald K. Geerlings (en), Gene Kloss (en) et Reynold Weidenaar (en) (qui est aussi un adepte de l'impression par viscosité),,.
Barooshian expose dans de nombreuses expositions collectives et individuelles, notamment aux « Young American Printmakers » du Museum of Modern Art de New York en 1954. En 1977, il co-organise avec Louis Freedenberg l'exposition itinérante du Pratt Institute « Forerunners of the American Print Renaissance 1920–1950 ».

### Dernières années
En 1997, Martin Barooshian reçoit le prix Dorothy Lathrop pour les services exceptionnels du Print Club d'Albany.
En 2006, une rétrospective est organisée à l'Armenian Library and Museum of America (en) à Watertown.
En 2019, la Society for the Preservation of American Artistic Heritage publie un catalogue raisonné de son œuvre gravé : Martin Barooshian : a catalogue raisonné of the prints : 1948-1970, de Michael J. Russo,.
Martin Barooshian meurt dans son domicile de North Reading le 25 janvier 2022.

## Œuvre

### Analyse
Martin Barooshian est connu pour le large spectre d'influences puisées dans l'histoire de l'art, avec des éléments modernistes et une sensibilité contemporaine. Son travail oscille fréquemment entre le surréalisme et l'expressionnisme, souvent avec une touche de pop art et d'op art, incorporant des aspects de l'art primitif, romantique et de la Renaissance. Il a travaillé sur une grande variété de supports, des gravures miniatures aux huiles sur toile surdimensionnées. Il a notamment réalisé des gravures sur bois, des lithographies, des eaux-fortes et des gravures à l'aquatinte et sur vernis mou, des monotypes, des peintures à la gouache et à l'aquarelle, ainsi que des huiles. Il est également connu pour ses compétences techniques et son sens de l'innovation,,.
Barooshian cherche en effet à innover tout au long de sa carrière, et son style évolue régulièrement, en ne s'associant à aucun courant artistique,,. Il se définit néanmoins comme un surréaliste abstrait biomorphiste. La critique d'art du Boston Globe Cate McQuaid a décrit ce style surréaliste avec ces mots : « Pablo Picasso rencontre Stan Lee », évoquant ainsi une forme de mélange d'art moderne et d'art contemporain. Cette appétence pour le surréalisme amène Barooshian a composer en 1956 des œuvres autour de la thématique d'Alice au pays des merveilles, ce qui pousse la Lewis Carroll Society of North America à commander à l'artiste un folio, illustrant chaque chapitre de l'édition du 150e anniversaire de Lewis Carroll à paraître en 1982.
L'œuvre gravé de Martin Barooshian s'étale sur 60 ans, et se décline sur divers supports, comme la gravure sur bois, l'eau-forte, la lithographie et le monotype. Patrick Murphy, Lia et William Poorvu, conservateur associé des estampes et des dessins au musée des Beaux-Arts de Boston, ont qualifié Barooshian de « graveur accompli, dont l'œuvre intrigante et étrangement méconnue mérite d'être célébrée aux côtés de celle de contemporains du milieu du siècle comme Hayter, Helen Phillips, Frederick G. Becker (en) et Gabor Peterdi (en). » L'artiste Willem de Kooning a qualifié Barooshian de « magicien de l'estampe ».
Devenu plus particulièrement un maître de l'impression par viscosité, le critique Malcolm Preston estime que « les gravures de Barooshian sont uniques. Ses surfaces fortement gravées, qui produisent des reliefs audacieux et des zones de texture forte, ainsi qu'une utilisation intéressante de la couleur, sont des éléments contemporains qui, associés au passé, font de Martin Barooshian un artiste graphique à part entière. » En 1970, le Musée des beaux-arts de Montréal organise une exposition majeure de 45 gravures par viscosité en couleur de Barooshian, et en achete trois pour sa collection permanente.

### Conservation de ses œuvres
L'œuvre de Martin Barooshian est conservé dans de nombreuses institutions muséales :
- Canada
  - Montréal : Musée des beaux-arts de Montréal
- États-Unis
  - Andover (Massachusetts) : Addison Gallery of American Art (en)
  - Boston : Musée des Beaux-Arts
  - Indianapolis : Musée d'Art d'Indianapolis
  - New York :
    - Brooklyn Museum
    - Metropolitan Museum of Art
    - Museum of Modern Art
    - New York Public Library

  - Portland (Oregon) : Portland Museum of Modern Art (en)
  - Washington, D. C. :
    - Bibliothèque du Congrès
    - National Gallery of Art

  - Watertown (Massachusetts) : Armenian American Museum (en)
- Inde
  - New Delhi : National Gallery of Modern Art